# 송회요
《송회요》(宋會要)는 중국 송대(宋代)의 예악, 문물 등의 제도 관련 자료를 두루 포괄하여 서술한 책이다. 원본은 전하지 않는다.

## 개요
회요(會要)란 어느 왕조의 국가 제도, 역사 지리, 풍속 및 민정 등을 주요 내용으로 다루는 사서의 일종이다. 회요의 특성상 관련 제도에 대한 사료의 원본을 풍부하게 싣고 있어, 24사의 지(志)와 표(表)를 보완할 수 있다.
회요의 편찬은 당나라 때부터 시작되었고, 송 시대는 사학(史學)이 발달하고 특히 회요소(會要所)가 따로 설치되어 회요(會要)의 수찬을 전담하였으며, 송 왕조 전 시대를 통틀어 모두 열 차례에 걸쳐 회요가 편찬되어 그 규모는 2200여 권에 달하였다. 송 시대에 편찬된 회요들은 다음과 같다.
- 《경력국조회요》(慶曆國朝會要) 150권
- 《원풍증수오조회요》(元豐增修五朝會要) 300권
- 《정화속수회요》(政和續修會要) 110권
- 《건도속사조회요》(乾道續四朝會要) 200권
- 《중흥회요》(中興會要) 200권
- 《순희회요》(淳熙會要) 368권
- 《효종회요》(孝宗會要) 200권
- 《광종회요》(光宗會要) 100권
- 《보종회요》(甯宗會要) 225권
- 《십삼조회요》(十三朝會要) 588권

그러나 다만 《십삼조회요》(十三朝會要)에 실려 있던 이심전(李心傳)의 《국조회요총요》(國朝會要總要)을 제외하고 《송회요》의 원서는 모두 오래 전에 망실되었다.

## 전승
덕우(德祐) 2년(1276년) 2월, 남송(南宋)이 멸망하고 몽골 제국(원나라)의 군대가 임안(临安)으로 들어왔다. 동문병(董文炳)이 황명에 따라 옛 남송의 도서와 문적들을 수습할 때 송 왕조의 역사 기록 및 여러 주기(注记) 5천여 책을 얻어 원의 국사원(国史院)으로 편입시켰다고 한다. 이는 원의 대도에서 소장되고 있다가 명(明)이 대도를 점령하고 다시 대도에 보관되어 있던 전적들을 모두 거두어 당시 명 왕조의 수도였던 남경(南京)으로 옮긴다. 영락(永乐) 18년(1420년) 명 왕조가 수도를 옛 대도인 북평(北平)으로 옮길 때 이들 문헌은 명의 문연각(文渊阁)의 다른 전적들 가운데 일부와 함께 연도(燕都) 즉 북경으로 옮겨졌다.
《영락대전》(永樂大典)을 편찬할 때 《송회요》(宋会要)는 이미 유실된 부분들이 많았고 만력(萬曆) 연간에는 그 책의 존재 자체도 보이지 않아 대화재로 소실된 것으로 보인다.
청 가경(嘉慶) 연간에 고증학자 서송(徐松)이 《영락대전》에 인용 수록된 《송회요》의 내용들을 모아 《송회요집고》(宋會要輯稿)를 편찬하였다. 이 책은 모두 5백 권에 가까우며 제계(帝系)、후비(后妃)、악(樂)、예(禮)、여복(輿服)、의제(儀制)、서이(瑞異)、운력(運歷)、숭유(崇儒)、직관(職官)、선거(選舉)、식화(食貨)、형법(刑法)、병(兵)、방역(方域)、번이(蕃夷)、도석(道釋) 등 17문(門)으로 분류되어 있다.